# Vijay Mehra
Vijay Laxman Mehra (* 12. März 1938 in Amritsar, Punjab; † 25. August 2006 in Delhi) war ein indischer Cricketspieler.
Mehra spielte in acht Tests (höchste internationale Stufe des Cricketspiels) von 1955 bis 1964.
Mehra debütierte für Indien vom 2. bis 7. Dezember 1955 im Test in Mumbai gegen Neuseeland und war mit 17 Jahren und 265 Tagen bis 1982 der jüngste Spieler, der in der indischen Nationalmannschaft spielte.
Nach der internationalen Cricketkarriere wurde Mehra ein Bankmanager der State Bank of India. Er wurde außerdem mit der Spielerauswahl für die indische Nationalmannschaft beauftragt und eröffnete drei Cricketakademien um junge Talente zu fördern.
Mehra war mit einer Professorin des Shree Ram Colleges verheiratet. Die beiden hatten eine Tochter und einen Sohn Ajay, der ebenfalls Cricketspieler war.
| Personendaten    | Personendaten            |
| ---------------- | ------------------------ |
| NAME             | Mehra, Vijay             |
| ALTERNATIVNAMEN  | Mehra, Vijay Laxman      |
| KURZBESCHREIBUNG | indischer Cricketspieler |
| GEBURTSDATUM     | 12. März 1938            |
| GEBURTSORT       | Amritsar                 |
| STERBEDATUM      | 25. August 2006          |
| STERBEORT        | Delhi                    |